# Gregor Peschin
Gregor Peschin, také Gregorius Peschin Boemus nebo Řehoř Pešin (okolo 1500 Praha – po r. 1547 Heidelberg), byl český renesanční skladatel žijící v zahraničí.

## Život
Přepis jeho jména má mnoho podob. Pocházel z Prahy a jeho původní jméno bylo patrně Řehoř Pešin. Uvádí se také jako Gregorius Peschin Boemus, Gregorius Pirschner, G. Pesthin, Gregorius Pesthin, Pechin, Pečin, Pesch, Pesthin, Pitschner, Posthinus a je patrně identický se skladatelem Gregorie Botchem .
Hudební vzdělání a praxi získal na uherském dvoře českého a uherského krále Ludvíka Jagellonského. Po smrti krále v roce 1526 se stal varhaníkem dvorní kapely salcburského arcibiskupa Matthäuse Langa von Wellenburg. Proslavil se jako vynikající varhaník. V roce 1539 odešel do služeb kurfiřta Ottheinricha do Neuburgu an der Donau. Důvodem byla patrně stavba nových varhan na zámku v Neuburgu.
Když hrabě Palatin Ottheinrich musel v roce 1544 po bankrotu opustit vévodství Pfalz-Neuburg, následoval jej do exilu, do Heidelbergu. Poslední existující dokument o skladateli je dopis, který napsal svému příteli Hansi Kilianu z Neuburgu 18. listopadu 1547 připojený k tzv. „Heidelberskému inventáři“. Peschin zřejmě část tohoto inventáře sám zpracovával.

## Dílo
Sám skladatel vypracoval ještě před odchodem do exilu seznam svých skladeb, na kterém je 105 děl. Mezi jinými 5 mší (dochovaná je Missa dominicalis), 4 epitafy pro členy hraběcí rodiny, 30 motet a přes 50 německých písní.

### Moteta
- Beati omnes qui timent/Ecce sic benedicitur
- Cum ascendisset aurora
- Dominus dixit ad me
- Dulces exuviae dum fata
- Deus qui sedes super thronum/Quia tu solus laborem
- Praeceptum novum de vobis
- Si bona suscepimus
- Sic enim Deus dilexit munduj
- Vocem iocunditatis
- Franciscus Sforcia Dux Mediolaniensis

### Písně duchovní
- Es wöll uns Gott genedig sein
- Herr das du mich so gestürtzet
- Herr durch Barmhertzigkeyt
- Im friede dein, o Herre mein
- Invocabat autem Samson
- Mein seel erhebt den Herren
- O Herr, nit ferr, sey dein
- Wol dem die ubertrettung gross

### Písně světské
- All ding auff erdt
- Die aller holdseligst
- Ein stund vermag
- Es mag wol noch geraten
- Dort niden an dem Rheyne
- Fraw ich bin euch von hertzen hold
- Freud und muet het mich
- Glueck hoffnung gib
- Herrlich und schön
- Ich hab ein hertz, glaub mir
- Mag ich Zuflucht in eer und zucht
- Mein hertz fert hin
- Mich fretzt unglück so vast hart
- Oft wünsch ich
- Und wer der winter noch so kalt
- Wer das elendt Bauer wil

Zkomponoval okolo stovky dalších skladeb (mše, moteta, písně aj). Většina z nich však je ztracena.